# 瓜生氏 (豊後国)
瓜生氏（うりゅうし）は、戦国時代の武家。遠賀郡一帯を所領とした筑前岡城主。

## 家紋
瓜生氏は、清和源氏の流れで、家紋は土岐桔梗（その後名前の一字を取った”瓜”という家紋も併用している）とされる。

## 概要
天文15年（1546年）当主であった瓜生貞延が主君大友義鎮から遠賀郡岡城主、麻生隆守討伐の命を受け、岡城を攻略した。
以後城主となり遠賀一帯を統治する。
岡城の近くを流れる血垂川は、貞延と隆守の軍勢が戦った場所であり、川の流れが血で染まったことに由縁している。
豊臣秀吉の九州平定後は黒田家の旗下に入った。一帯を治めた黒田家臣、井上之房の墓所の隣に貞延（一説には長門守勝忠）の墓所があることからも、かなり重用されていたことがよく窺える。
龍昌寺にある墓所の石碑に「長門守源英」とあるが、遠賀の瓜生家にこの名は存在しない。
石碑には南北朝期の名将、瓜生保との関連を示す内容もあるが、石碑自体が保を輩出した北陸瓜生家の末裔が建立したものに過ぎず、今後物議を醸す可能性がある。